# 宮瑾
宮 瑾（グン・ジン）は、中華人民共和国出身の科学者。現在、山形大学大学院理工学研究科助教。世界初の透明な形状記憶ゲルの開発に成功したことで知られる。

## 経歴
- 2001年 - 鄭州大学 - 学士（工学）
- 2004年 - 鄭州大学 - 修士（工学）
- 2008年 - 岡山大学 - 博士（学術）

## 研究テーマ
- 医食用「メゾ・デコレーシ ョン(Meso-Deco)ゲル」の開発
- 強化Meso-Decoゲル機械材料の開発
- 熱-力学変換制御可能なサーマルメカニカル(TM)ゲル材料の開発

## 参照
- 山形大学研究者情報｜宮瑾 （GONG Jin）
- 透明な形状記憶ゲル、開発に成功　山形大大学院グループ、世界初｜山形新聞
- 朝日新聞デジタル：山形大から最先端技術　若手研究者の開発相次ぐ - 教育